# Figularia pulcherrima
Figularia pulcherrima är en mossdjursart som beskrevs av Tilbrook, Hayward och Gordon 200. Figularia pulcherrima ingår i släktet Figularia och familjen Cribrilinidae. Inga underarter finns listade i Catalogue of Life.